# 大阪拘置所
大阪拘置所（おおさかこうちしょ）とは、法務省矯正局の大阪矯正管区に属する拘置所。所在地は大阪府大阪市都島区友渕町一丁目2番地5号。通称は大拘（だいこう）。日本の拘置所は日本全国に8箇所（東京・立川・名古屋・京都・大阪・神戸・広島・福岡）あるが、大阪拘置所はそのなかの一つ。
大阪拘置所は東京拘置所に次ぐ規模で、2013年（平成25年）5月16日から尼崎拘置支所を所管している。

## アクセス
- 桜ノ宮駅（JR西日本：大阪環状線）西口、もしくは都島駅（大阪市高速電気軌道 (Osaka Metro) ：谷町線）4番出口より、それぞれ徒歩15分[4]

## 被収容者
- 未決拘禁者（刑事被告人）
- A級受刑者[2]（当所執行受刑者）
- 刑務所確定前受刑者(実刑判決後)

- 死刑確定者（死刑囚）[5]

## 定員
- 2,500名 - 建て替え中のため、現在は人員を減らしている。

## 組織
所長の下に4部を置く。
- 総務部（庶務・会計・用度）
- 処遇部（処遇・作業・教育）
- 分類部（考査・審査・保護）
- 医務部（医療・保健）

## 外観・設備

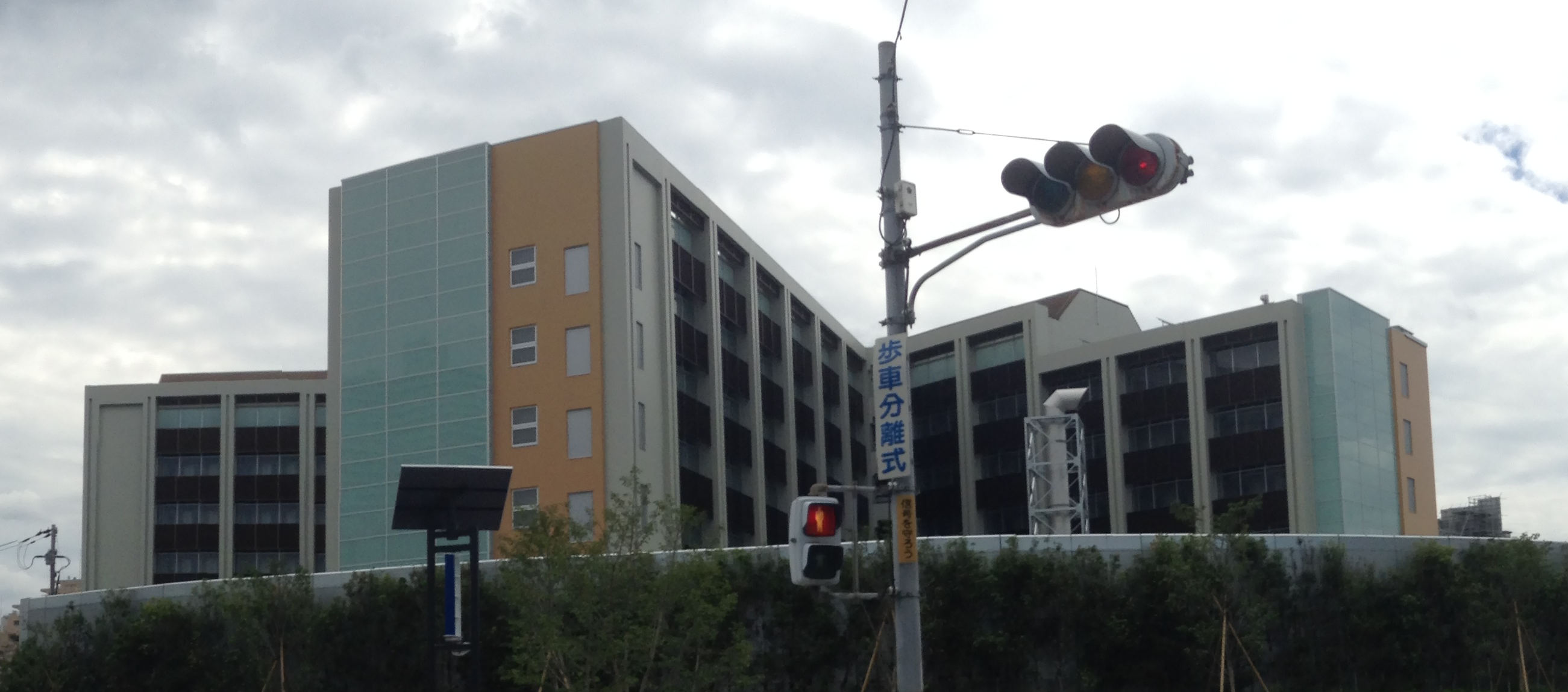
建て替えられた新棟部分

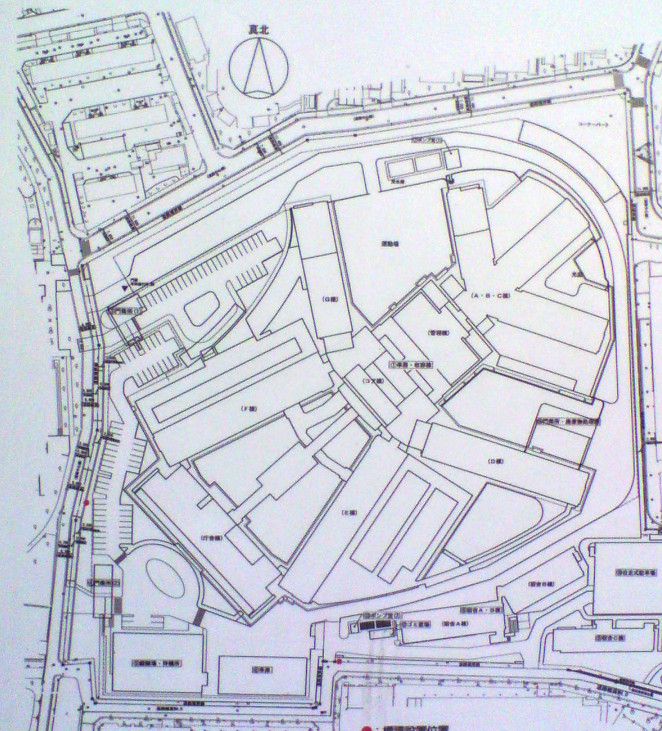
建替予定図面

- 完成後数十年経ち、施設は全体的に老朽化が進んでおり、現在改築工事中である。

## 死刑確定者
刑場を有し、死刑確定者（死刑囚）の拘置および、死刑（絞首刑）の執行が行われている。一部例外はあるが、基本的には大阪高裁（大阪矯正管区）管内の2府4県および、高松高裁（高松矯正管区）管内の四国4県で死刑が確定した死刑確定者（死刑囚）を収監している。
※は第一審が裁判員裁判だった死刑確定者。
1. 男WK - 連続4人殺人事件（事件発生：1967年 - 1973年）の死刑囚。1988年6月に最高裁で上告棄却判決を受け死刑確定[8]
2. 男YS - 不動産会社連続殺人事件（事件発生：1982年）の死刑囚。1996年10月に最高裁で上告棄却判決を受け死刑確定[9]
3. 神宮雅晴（旧姓：廣田）[注 5][11] - 京都・大阪連続強盗殺人事件（事件発生：1984年）の死刑囚。1997年12月に最高裁で上告棄却判決を受け死刑確定[12]
4. 男MK - 京都・滋賀連続強盗殺人事件（事件発生：1990年・1991年）の死刑囚。2000年4月に最高裁で上告棄却判決を受け死刑確定[13]
5. 男UY - 大阪愛犬家連続殺人事件（警察庁広域重要指定120号事件 / 発生：1992年・1993年）の死刑囚。2005年12月に最高裁で上告棄却判決を受け死刑確定[14]
6. 男TT（旧姓：H） - 右翼幹部ら2人殺害事件（事件発生：1992年・1994年）の死刑囚。2006年2月に最高裁で上告棄却判決を受け死刑確定[14]
7. 男EH - 堺夫婦殺害事件（事件発生：1997年）の死刑囚。2006年9月に最高裁で上告棄却判決を受け死刑確定[15]
8. 男SE - マニラ連続保険金殺人事件（事件発生：1994年 - 1996年）の死刑囚。2007年1月に最高裁で上告棄却判決を受け死刑確定[16]。確定後に名古屋拘置所から移送[注 6]。
9. 林眞須美[注 7] - 和歌山毒物カレー事件（事件発生：1998年）の死刑囚[20]。戦後11人目の女性死刑囚。2009年4月に最高裁で上告棄却判決を受け死刑確定[20]。
10. 男OK - 大阪・岐阜連続女性強盗殺人事件（事件発生：2005年）の死刑囚。2010年1月に最高裁で上告棄却判決を受け死刑確定[21]
11. 男KR - 東大阪集団暴行殺人事件（事件発生：2006年）の死刑囚。2011年3月に最高裁で上告棄却判決を受け死刑確定[22]
12. 男KT - 大牟田4人殺害事件（事件発生：2004年）の死刑囚一家4人（夫婦＋息子2人）のうち、長男[23]。2011年10月に最高裁で上告棄却判決を受け死刑確定[24]。死刑確定後の2011年末に福岡拘置所から移送[注 8][25]。
13. 男TK - 姫路2女性殺害事件（事件発生：2005年）の死刑囚。2013年11月に最高裁で上告棄却判決を受け死刑確定[26]
14. 男OK - 大阪個室ビデオ店放火事件（事件発生：2008年）の死刑囚。2014年3月に最高裁で上告棄却判決を受け死刑確定[26]
15. ※男TS - 大阪パチンコ店放火殺人事件（事件発生：2009年）の死刑囚。2016年2月に最高裁で上告棄却判決を受け死刑確定[27]
16. ※男SK - 大阪府和泉市元社長夫婦殺害事件（事件発生：2004年）の死刑囚。2017年12月に最高裁で上告棄却判決を受け死刑確定[28]
17. ※男NM - 堺市連続強盗殺人事件（事件発生：2011年）の死刑囚。2019年2月に最高裁で上告棄却判決を受け死刑確定[28]
18. ※山田浩二[注 9] - 寝屋川市中1男女殺害事件（事件発生：2015年）の死刑囚。2019年5月に控訴を取り下げ死刑確定[28]
19. ※女KC - 関西青酸連続殺人事件（事件発生：2007年 - 2013年）の女性死刑囚。2021年6月に最高裁で上告棄却判決を受け死刑確定[31]。
20. ※男UT - 姫路監禁殺害事件（事件発生：2009年 - 2011年）の死刑囚。2023年7月に最高裁で上告棄却判決を受け死刑確定。
21. ※男AS - 京都アニメーション放火殺人事件 （事件発生：2019年）の死刑囚。2024年1月25日に京都地裁で死刑判決。2025年1月28日に控訴を取り下げて死刑確定。

### 死刑判決を受け上訴中の被告人
最高裁へ上告中、もしくは大阪高裁・高松高裁へ控訴中の死刑判決事件被告人を記載する。※は第一審が裁判員裁判だった被告人。
※京アニ事件の被告人が2025年1月28日に控訴を取り下げて死刑を確定させたため不在である。

### 過去の死刑囚
同所にて死刑を執行された、あるいは過去に収監されていた死刑囚（獄死した死刑囚・恩赦を受け減刑された死刑囚・冤罪により釈放された死刑囚）のうち代表的な者を記載する。※は第一審が裁判員裁判だった死刑確定者。
- 谷口繁義 - 財田川事件（事件発生：1950年）で死刑が確定し本所へ移送されたが、1984年3月12日に高松地裁で再審により無罪判決を受け釈放（冤罪）。
- 男DH・男ST - 大阪電解事件（事件発生：1974年）の死刑囚2人。いずれも1984年4月に最高裁で上告棄却判決を受け死刑確定[32]。1993年11月26日に死刑執行[32]。
- 古谷惣吉 - 警察庁広域重要指定105号事件（事件発生：1965年）の死刑囚。1978年11月に最高裁で上告棄却判決を受け死刑確定[33]。1985年5月31日に死刑執行[33]。
  - 古谷は1982年12月2日、所内で死刑囚2人を襲う事件を起こしている。
- 宅間守（死刑執行時は「吉岡守」） - 附属池田小事件（事件発生：2001年）。2003年8月に大阪地裁で死刑判決を受け、同年9月に控訴を取り下げ死刑確定[34]。2004年9月14日に死刑執行[34]。
- 男YY - 大阪姉妹殺害事件（事件発生：2005年）の死刑囚。山口母親殺害事件（事件発生：2000年）で少年院へ送致されたが、仮退院後に同事件を起こした。2006年12月に大阪地裁で死刑判決を受け、2007年5月に控訴を取り下げ死刑確定[35]。2009年7月28日に死刑執行[35]。
- 男MK - 京都・神奈川親族連続殺人事件（事件発生：2007年）の死刑囚。2008年3月に京都地裁で死刑判決を受け、同年4月に控訴を取り下げ死刑確定[36]。2012年8月3日に死刑執行[36]。
- 小林薫 - 奈良小1女児殺害事件（事件発生：2004年）の死刑囚。2006年9月に奈良地裁で死刑判決を受け、同年10月に控訴を取り下げ死刑確定[15]。2013年2月21日に死刑執行[15]。
- 男KR - 大阪連続強盗殺人事件（事件発生：2000年・2008年）の死刑囚。2012年7月に最高裁で上告棄却の判決を受け死刑確定。2013年12月12日に死刑執行。
- 男NS - 豊中市2人殺害事件（事件発生：1998年）の死刑囚。2006年6月に最高裁で上告棄却判決を受け死刑確定[15]。食道癌のため2013年12月に大阪医療刑務所へ移送されたが、2014年5月15日に同所で病死[37]。
- 男KM - 坂出3人殺害事件（事件発生：2007年）の死刑囚。2012年7月に最高裁で上告棄却判決を受け死刑確定[38]。2014年6月26日に死刑執行[38]。
- 男KY - 大阪連続バラバラ殺人事件（警察庁広域重要指定122号事件 / 事件発生：1985年 - 1995年）の死刑囚。2005年7月に最高裁で上告棄却判決を受け死刑確定[39]。2016年3月25日に死刑執行[39]。
- 男NM - スナックママ連続殺人事件（警察庁広域重要指定119号事件 / 事件発生：1991年）の死刑囚。2005年6月に最高裁で上告棄却判決を受け死刑確定[39]。2017年7月13日に死刑執行[39]。
- オウム真理教事件の死刑囚（教団の元幹部） - 2018年3月14日に東京拘置所から移送され[40]、同年7月6日に死刑執行[21]。
  - 井上嘉浩 - 駐車場経営者VX襲撃事件・会社員VX殺害事件（以上1994年）・被害者の会会長VX襲撃事件・公証人役場事務長逮捕監禁致死事件・地下鉄サリン事件・新宿駅青酸ガス事件・東京都庁小包爆弾事件（以上1995年）に関与。2009年12月に最高裁で上告棄却判決を受け死刑確定[21]。
  - 新実智光 - 男性信者殺害事件・坂本堤弁護士一家殺害事件（以上1989年）・池田大作サリン襲撃未遂事件（1993年）・薬剤師リンチ殺人事件・松本サリン事件・オウム真理教男性信者リンチ殺人事件（以上1994年）・地下鉄サリン事件（1995年）などに関与。2010年1月に最高裁で上告棄却判決を受け死刑確定[21]。
- ※男FY - 加古川7人殺害事件（事件発生：2004年）の死刑囚 - 2015年5月に最高裁で上告棄却判決を受け死刑確定[27]。2021年12月21日に死刑執行[41]。

## 面会・差入れ
面会は1人の被収容者に対して1日1回（10分）以内、1回の面会に3人1組までが規則で、面会者がその日のうちに別の被収容者に面会することはできない。
食物（菓子、弁当、その他）については未決囚に限り、拘置所隣の差入店から食物・日用品等を差し入れることができる。なお、売店に代金を渡しておけば、店側で差し入れてくれる。（受刑者の差し入れについては日用品に限り可能）。衣類、書籍、現金に関してはほぼ差し入れることができる。差入れ受付時間は8時30分 - 11時30分、および13時00分 - 15時30分（2007年4月9日現在）。

## トラブル

### 新型コロナウイルス感染
2020年（令和2年）4月には新型コロナウイルス感染症の流行により、刑務官5人の感染が確認された。

### 看守殺傷事件
1972年（昭和47年）7月31日、覚醒剤の密売に失敗して勾留されていた未決囚が看守をハサミで襲撃して1人を死亡させ、別の1人を負傷させた。動機は出所後に暴力団から報復されることを回避するため、勾留期間の延長を目論んだためだった。

### 覚醒剤差し入れが発覚
1978年（昭和53年）、在監中の暴力団関係者に覚醒剤が差し入れとして持ち込まれ、房内で数人が回し打ちをしていたことが発覚。注射器はボールペンを改造したものが用いられていた。

### 人権侵害との指摘
- 2021年3月25日、大阪弁護士会は、未決勾留中の被収容者が少なくとも2年3カ月にわたって継続的に監視カメラ付きの居室に収容されていたことを巡り、「憲法13条によって保障される申立人のプライバシー権を侵害し、ひいては人格的尊厳を傷つけるものであるから人権侵害に該当し、その程度が著しい」として警告を行った[45]。
- 2023年3月30日、大阪弁護士会は、当時被告人として同拘置所に収容されていた男性2人（うち1人はトランスジェンダー）について、化粧水や乳液の使用を女性（法務省は戸籍上の女性と解釈している）にしか認めていない法務省による規則は人権侵害に当たるとして、斎藤健法務大臣に対し、規則の撤廃を求める勧告書を提出したことを明らかにした[46]。

### 集団脱走
- 1946年（昭和21年）8月11日、115人が集団脱走した[47]。定員の3倍におよぶ過剰収容や処遇の不満が原因。52人が逮捕[48]。

## その他
- 1955年（昭和30年）11月2日、職員が出場した第10回国民体育大会軟式野球競技で優勝[49]。